# Dean Rusk
Dean Rusk (Lickskillet, Cherokee megye, 1909. február 9. – Athens, 1994. december 20.) amerikai jogász, politikus (Demokrata Párt), az Amerikai Egyesült Államok külügyminisztere 1961 és 1969 között, egyetemi tanár.

## Életpályája
Jogot tanult az oxfordi, majd a Berkleyen, ahol 1934-től adjunktus lett, majd vezető tisztségeket viselt. Harcolt a második világháborúban. A Demokrata Párt tagja lett. 1946–1947 folyamán a hadügyminiszter tanácsadójaként, majd az ENSZ-ügyek hivatalának igazgatójaként dolgozott.   1947–1952 között a külügyminisztériumban dolgozott, ahol 1950–1952 között távol-keleti ügyekkel foglalkozó államtitkár volt. Ezt követően 1952–1961 között a Rockefeller Alapítvány elnöke illetve a Nemzetbiztonsági Tanács tagja. 1961–1969 között ő volt J. F. Kennedy, majd L. B. Johnson kormányának külügyminisztere. Ebben a minőségében ő írta alá 1962-ben a genfi konferencián a szerződést Laosz függetlenségéről, majd egy évvel később az atomcsendegyezményt. 
1970-től a nemzetközi jog professzora volt a georgiai egyetemen.